# John Willes (1721-1784)
John Willes ( c. 1721 - 24 novembre 1784) est un homme politique anglais.

## Biographie

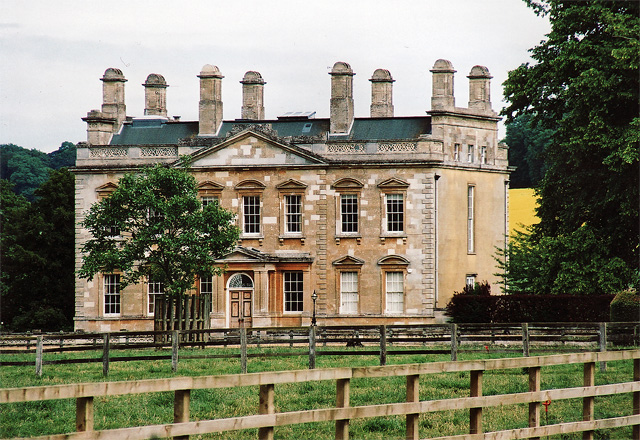
Park Astrop House

Il est le fils aîné de John Willes, juge en chef des plaids communs, et de son épouse Margaret Brewster. Edward Willes, juge à la Cour du banc du roi, est son frère cadet. Il fait ses études au Worcester College d'Oxford (1738) et étudie le droit à Lincoln's Inn (1734). Il hérite d'Astrop Park près de Banbury, de son père, en 1761.
Il est député pour Banbury de 1746 à 1754 et pour Aylesbury de 1754 à 1761.
Il meurt en 1784. En 1754, il épouse Frances, fille et héritière de Thomas Freke, un marchand de Bristol. Ils ont 1 fils et 3 filles.